# M48 motorway
Der M48 motorway (englisch für ‚Autobahn M48‘) ist eine 12 Meilen lange Autobahn in England und Wales, die diese zwei Länder über die alte Severn-Brücke verbindet.

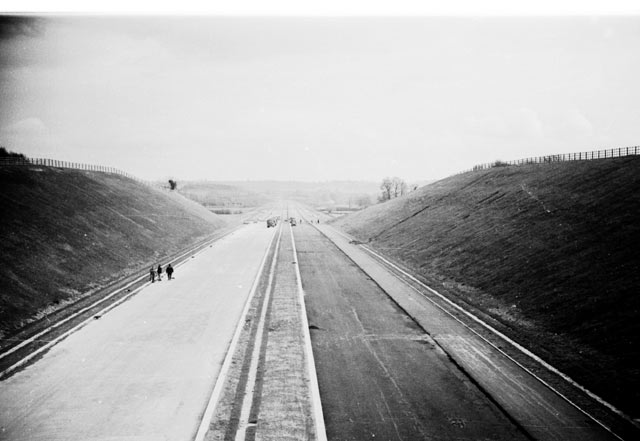
Bau der heutigen M48, 1966

Diese Autobahn entstand in den 1960er Jahren noch als Teil der M4 und wurde 1966 zusammen mit der Severn-Brücke eröffnet. Auf Grund des immer wachsenden Verkehrs über die Brücke, die zum Nadelöhr der Autobahnverbindung von London nach Wales wurde, plante man seit 1948 eine zweite Brücke über den Severn-Ästuar, die 1996 als Second Severn Crossing weiter südlich eröffnet wurde. Die M4 wurde dort verlegt und so entstand die Autobahn M48, die als Ausweichtrasse im Falle einer Sperrung der neueren Brücke dient, die 2018 in Prince of Wales Bridge umbenannt wurde.